# East Haven (Connecticut)
East Haven es un pueblo ubicado en el condado de New Haven en el estado estadounidense de Connecticut. En 2005 tenía una población de 28 755 habitantes y una densidad poblacional de 903 personas por km².

## Geografía
Ashford se encuentra ubicado en las coordenadas 41°17′44″N 72°51′45″O / 41.29556, -72.86250.

## Demografía
Según la Oficina del Censo en 2000 los ingresos medios por hogar en la localidad eran de $47 930 y los ingresos medios por familia eran $56 803. Los hombres tenían unos ingresos medios de $41 464 frente a los $30 709 para las mujeres. La renta per cápita para la localidad era de $22 396. Alrededor del 3,5% de la población estaba por debajo del umbral de pobreza.